# Nina Gantz
Nina Gantz (* 26. Mai 1987 in Amsterdam) ist eine niederländische Filmregisseurin für Animationsfilme und Drehbuchautorin, die 2025 für einen Oscar nominiert ist.

## Biografie
Nina Gantz ist die Tochter der Schauspielerin Loes Luca. Sie schloss 2010 ihr Studium für Kunst und Design an der Akademie voor Kunst en Vormgeving St. Joost in Breda mit dem kurzen Animationsfilm Zaliger ab. Dieser wurde beim Sichuan TV Festival in Sichuan mit einem Goldenen Panda ausgezeichnet. 2015 absolvierte Gantz die National Film and Television School in Beaconsfield bei London und drehte dort einen Stop-Motion-Film mit Puppen mit dem Titel Edmond (2015), mit dem sie ihr Masterstudium in Animationsregie abschloss. Der Film wurde mit dem Preis für den besten kurzen Animationsfilm beim Sundance Film Festival ausgezeichnet und außerdem mit einem BAFTA Award. Der Stop-Motion-Film handelt von einem sonderbaren Filzcharakter, der auf seiner Suche nach Selbsterkenntnis durch die Stockwerke in die Vergangenheit und die tiefsten Teile seiner Psyche gleitet.
Gantz arbeitet sowohl als freiberufliche Animatorin und Regisseurin an verschiedenen Projekten wie auch als Regisseurin für Werbespots für die in London ansässige Produktionsfirma Blinkkink.
Im Januar 2025 erhielt Gantz für ihren animierten Kurzfilm Wander to Wonder ihre zweite BAFTA-Nominierung und ihre erste Oscar-Nominierung. Der Film ist ihre erste unabhängige Arbeit als Regisseurin seit ihrem Abschluss an der NFTS. Bei dem Film handelt es sich um einen düsteren Stop-Motion-Film, in dem drei TV-Stars nach dem Tod ihres Schöpfers ums Überleben kämpfen.
Gantz ist mit dem Komponisten Terence Dunn verheiratet. 

## Filmografie (Auswahl)
- 2010: Zaliger (Kurzfilm; Drehbuch, Regie, Animatorin)
- 2013: Toegetakeld door de liefde (Animatorin)
- 2015: Edmond (Kurzfilm; Drehbuch, Regie, Lead Animatorin)
- 2016: De Pedaalridder (Animationsregisseurin)
- 2017: Etgar Keret: Based on a True Story (Animationsregisseurin)
- 2023: Wander to Wonder (Kurzfilm; Drehbuch, Regie)

## Auszeichnungen (Auswahl)
– wenn nicht anders angegeben, immer für und mit dem Film Wander to Wonder – 
Poitiers Film Festival 2015
- Nominiert für den Jury Prize in der Kategorie „Bester Film“ für und mit Edmond

RiverRun International Film Festival 2016
- Gewinner Jury Prize in der Kategorie „Bester animierter Kurzfilm“ für und mit Edmond

Sundance Film Festival 2016
- Gewinner Short Film Jury Prize in der Kategorie „Animation“ für und mit Edmond

Internationale Filmfestspiele von Venedig 2023
- Nominiert für den Venice Horizons Award Nina Gantz in der Kategorie „Bester Kurzfilm“

Valladolid International Film Festival 2023
- Gewinner Golden Spike für Nina Gantz in der Kategorie „Bester Kurzfilm“

Uppsala International Short Film Festival 2023
- Nominiert für den Grand Prix Nina Gantz in der Kategorie „International Competition“

Make Believe Seattle 2024
- Gewinner Jury Award für Nina Gantz in der Kategorie „Bester Kurzfilm“

Haapsalu Horror and Fantasy Film Festival 2024
- Gewinner Méliès d'Argent für Nina Gantz in der Kategorie „Bester kurzer europäischer Fantasiefilm“

BIAF – Beirut International Awards Festival 2024
- Gewinner BIAF Award für Nina Gantz in der Kategorie „Bester Kurzfilm“

Sunderland Shorts Film Festival 2024
- Gewinner Jury Prize für Nina Gantz in der Kategorie „Beste Animation“

Animation Is Film 2024
- GewinnerGrand Jury Prize für Nina Gantz in der Kategorie „Bester Kurzfilm“

Galician Freaky Film Festival 2024
- Gewinner Jury Prize für Nina Gantz (Fried Neurons Award)

Buenos Aires Internationales Festival des Independent-Films 2024
- Gewinner Special Jury Mention für Nina Gantz in der Kategorie „Bester professioneller Kurzfilm“

Film Maudit 2.0 2024
- Nominiert für den Jury Prize Nina Gantz in der Kategorie „Special Mention“

Pittsburgh Shorts Film Festival 2024
- Gewinner Jury Award für Nina Gantz in der Kategorie „Bester Kurz-Animationsfilm“

Ravenheart Film Festival 2024
- Gewinner Nina Gantz in den Kategorien „Bester Kurzfilm“, „Beste Regie“

Cordillera International Film Festival 2024
- Gewinner Festival Award für Nina Gantz in der Kategorie „Bester Horror/Thriller-Kurzfilm“

Chilemonos 2024
- Gewinner First Prize für Nina Gantz in der Kategorie „Bester internationaler Kurzfilm“

Bucheon International Animation Film Festival 2024
- Gewinner Jury Prize für Nina Gantz in der Kategorie „International Competition Kurzfillm“

Fredrikstad Animation Festival 2024
- Gewinner Best Global Kurzfilm für Nina Gantz in der Kategorie „International Short Film Competition“

Animatou, International Animation Film Festival 2024
- Gewinner Grand prix für Nina Gantz in der Kategorie „Bester Kurzfilm“

Anima – Brussels Animation Film Festival 2024
- Gewinner Grand Prize für Nina Gantz in der Kategorie „Bester internationaler Kurzfilm“

Edinburgh Short Film Festival 2015/2024
- Nominiert in der Kategorie „Bester Kurzfilm“ und „Beste neue britische Animation“ für und mit Edmond
- Gewinner Nina Gantz in der Kategorie „Beste Animation“

Festival Fantosfreak de Cortometrajes 2024
- Gewinner Special Mention für Nina Gantz in der Kategorie „Special Jury Mention“

Coronado Island Film Festival 2024
- Gewinner Jury Special Recognition für Nina Gantz in der Kategorie „Bardin Animation Award“

Regard: Saguenay International Short Film Festival 2024
- Nominiert für den Grand Prix Nina Gantz in der Kategorie „International Competition“

Fantaspoa International Fantastic Film Festival 2024
- Gewinner International Competiton Nina Gantz in der Kateogorie „Bester internationaler Kurz-Animationsfilm“

FANCINE Festival de Cine Fantastico de la Universidad de Malaga 2024
- Gewinner Audience Award Nina Gantz in der Kategorie „Bester aninmierter Kurzfilm“

HollyShorts Film Festival 2024
- Gewinner Nina Gantz in der Kategorie „Beste Animation“

Glasgow Short Film Festival 2024
- Gewinner International Audience Award Nina Gantz in der Kategorie „Bester Kurzfilm“

San Sebastián Horror and Fantasy Film Festival 2024
- Gewinner Audience Award, Youth Jury Award und Grand Jury Award für Nina Gantz in den Kategorie „Animation“

Norwegian Short Film Festival 2024
- Nominiert für den Golden Chair Award Nina Gantz in der Kategorie „Bester internationaler Kurzfilm“

Zagreb World Festival of Animated Films 2024
- Nominiert für den Grand Prize Nina Gantz in der Kategorie „Kurzfilm Competition“

Vila do Conde International Short Film Festival 2024
- Nominiert für den Great Prize Cidade Vila do Conde Nina Gantz in der Kategorie „International Competition“

Tampere Film Festival 2024
- Gewinner Grand Prix für Nina Gantz in der Kategorie „International Competition“

SXSW Film Festival 2016/2024
- Nominiert für den SXSW Grand Jury Award in der Kategorie „Animierter Kurzfilm“ für und mit Edmond
- Gewinner SXSW Grand Jury Award für Nina Gantz, Simon Cartwright, Daan Bakker und Stienette Bosklopper in der Kategorie „Animations-Kurzfilm“

St. Louis International Film Festival 2024
- Nominiert für Best Live Action Shorts Nina Gantz in der Kategorie „Erzählender Kurzfilm“

Philadelphia Film Festival 2024
- Gewinner Honorable Mention Nina Gantz in der Kategorie „Best Mixed Media Short“

Palm Springs International ShortFest 2024
- Gewinner Special Mention und Best Midnight Short Nina Gantz in der Kategorie „Bester animierter Kurzfilm“

Nederlands Film Festival 2024
- Gewinner Golden Calf Nina Gantz in der Kategorie „Bester Kurzfilm“

Nashville Film Festival 2024
- Gewinner Grand Jury Prize Nina Gantz in der Kategorie „Bester animierter Kurzfilm“

Hong Kong International Film Festival 2016/2024
- Nominiert für den Golden Firebird Award Nina Gantz in der Kategorie „Kurzfilm“ für und mit Edmond
- Nominiert für den Golden Firebird Award Nina Gantz in der Kategorie „Kurzfilm“

Europäischer Filmpreis 2016/2024
- Nominiert für den European Film Award Nina Gantz für und mit Edmond
- Nominiert für den European Film Award Nina Gantz in der Kategorie „Europäischer Kurzfilm“

Denver Film Festival 2024
- Nominiert in der Kategorie „Bester Kurzfilm“ Nina Gantz

Festival du Court-Métrage de Clermont-Ferrand 2024
- Nominiert für den Grand Prix Nina Gantz in der Kategorie „International Competition“

Chicago International Film Festival 2024
- Nominiert für den Gold Hugo Nina Gantz in der Kategorie „Bester animierter Kurzfilm“
- Gewinner Special Mention für Nina Gantz in der Kategorie „Bester animierter Kurzfilm“

British Independent Film Awards 2024
- Gewinner British Independent Film Award Nina Gantz, Stienette Bosklopper, Simon Cartwright, Daan Bakker, Maarten Swart in der Kategorie „Bester britischer Kurzfilm“

London Critics’ Circle Film Award 2025
- Nominiert für den ALFS Award Nina Gantz in der Kategorie „British/Irish Kurzfilm des Jahres“

BAFTA Awards 2016/2025
- Gewinner BAFTA Film Award für Nina Gantz und Emilie Jouffroy in der Kategorie „Bester britischer Animations-Kurzfilm“ für und mit Edmond
- Gewinner BAFTA Film Award für Nina Gantz, Stienette Bosklopper, Simon Cartwright, Maarten Swart in der Kategorie „Bester britischer Animations-Kurzfilm“

Berlin Interfilm Festival 2024
- Nominiert für den Bester Kurzfilm Nina Gantz in der Kategorie „International Competition“

Annie Awards 2025
- Nominiert für die Annie in der Kategorie „Bester animierter Kurzfilm“

Academy Awards 2025
- Nominiert für den Oscar Nina Gantz und Stienette Bosklopper in der Kategorie „Bester animierter Kurzfilm“ für und mit Wander to Wonder